# 9869 Yadoumaru
9869 Yadoumaru (1992 CD1) là một tiểu hành tinh vành đai chính được phát hiện ngày 9 tháng 2 năm 1992 bởi K. Endate và K. Watanabe ở Kitami.